# Titiotus icenoglei
Titiotus icenoglei is een spinnensoort uit de familie Tengellidae. De soort komt voor in de Verenigde Staten.